# La Pietat de Santa Llestra
Ermita de la Pietat de Santa Llestra és una ermita romànica llombarda del segle xii-XIII, situada al municipi de Santa Llestra i Sant Quilis, dins de la Franja de Ponent a la comarca de la Ribagorça.
La seva planta és una nau i absis cilíndric amb arcuacions cegues, amb un campanar d'espadanya de dos ulls perpendicular al mur sud a l'alçada de la capçalera. La portalada és dovellada de mig punt.
El seu estat és correcte i ha estat restaurada.